# Draize
Draize település Franciaországban, Ardennes megyében. Lakosainak száma 90 fő (2022. január 1.). Draize Doumely-Bégny, Givron, Justine-Herbigny, Lalobbe, La Neuville-lès-Wasigny, La Romagne, Signy-l’Abbaye és Wasigny községekkel határos.

## Népesség
A település népességének változása:
| Lakosok száma | 149  | 118  | 117  | 105  | 101  | 102  | 103  | 95   | 91   | 90   |
|               | 1968 | 1982 | 1990 | 2006 | 2013 | 2015 | 2017 | 2019 | 2020 | 2022 |